# Rete filoviaria di Brescia
La rete filoviaria di Brescia fu in esercizio nella città lombarda dal 1935 al 1967. Secondo altre fonti, la dismissione avvenne l'anno seguente.

## Storia
La prima filovia entrò in servizio lungo la linea porta Milano - Ponte Mella alla fine del 1935, l'anno successivo fu istituita la circolare linea 4 stazione - corso Zanardelli che alternò per alcuni stagioni un filobus e due tram. Nel 1938 l'estensione complessiva della rete filoviaria raggiunse i 12,24 km con l'attivazione della linea 2 Borgo Trento — via Cremona.
| Linea                                   | Numero di filobus | Frequenza |
| --------------------------------------- | ----------------- | --------- |
| 1 Ponte San Giacomo — via Benancese     | 9                 | 6         |
| 2 Borgo Trento — via Cremona            | 6                 | 7         |
| 4 circolare stazione - corso Zanardelli | 2                 | 6         |

Dopo la seconda guerra mondiale la rete filoviaria contava solo 13 filobus funzionanti con alcune linee non funzionanti e un servizio ridotto su quelle funzionanti. Nel novembre del 1946 riprese a funzionare la linea №4.
Nel 1948 apre la linea №7 via Benacense - Sant'Eufemia (conversione della tranvia) e nell'ottobre del 1949 l'ultima linea del tram viene convertita nella linea №5.
Nel 1965, l'ASM Brescia avviò il processo di dismissione della rete filoviaria e della progressiva sostituzione con servizi automobilistici. Ciò in analogia a quanto avvenne in varie altre città italiane, anche a seguito di una vera campagna promossa da associazioni di promozione turistica e culturale (Italia Nostra ed altre) che caldeggiavano la liberazione del patrimonio architettonico italiano (già provato dal conflitto mondiale) dai troppi cavi elettrici, dall'impatto visivo disturbante. L'ultima linea in esercizio fu la 1, che chiuse operativamente il 6 agosto 1967.
Secondo altre fonti, la chiusura avvenne nel 1968.

## Mezzi
| Numeri  | Anno di entrata in servizio | Telaio            | Carrozzeria | Parte elettrica | Note                                                |
| ------- | --------------------------- | ----------------- | ----------- | --------------- | --------------------------------------------------- |
| 1, 2    | 1936                        | Fiat 635/524      | Turrinelli  | CGE             |                                                     |
| 3 a 22  | 1937-1938                   | Fiat 635/539      | Fiat        | CGE             |                                                     |
| 23 a 28 | 1938                        | Fiat 635/161      | Turrinelli  | CGE             |                                                     |
| 29 a 34 | 1941                        | Fiat 635/575      | Turrinelli  | Marelli         |                                                     |
| 35 a 44 | 1950-1951                   | Fiat 668F/131     | Cansa       | Marelli         |                                                     |
| 45 a 47 | 1953                        | Alfa Romeo 900 AF | Casaro      | TIBB            |                                                     |
| 48      | 1953                        | Alfa Romeo 920    | Stanga      | TIBB            | Acquistato in data imprecisata dalla rete di Padova |
| 49 a 56 | 1953-1954                   | Alfa Romeo 910 AF | Casaro      | TIBB            |                                                     |
| 57 a 64 | 1959-1961                   | Alfa Romeo 910 AF | Casaro      | CGE             | otto unità vendute nel 1968 alla rete di Rimini     |